# Vincenzo Felici
Vincenzo Felici o Felice (Roma, 1657 – Roma, 9 gennaio 1715) è stato uno scultore italiano.

## Biografia
Nacque a Roma, dal romano Andrea e da Marta Pagnoncella, nel 1657 circa.
Entrò nella bottega di Domenico Guidi, di cui sposò il 14 settembre 1702 l'unica figlia Maria Maddalena del suo maestro, che gli portò in dote l'uso dello studio paterno, sito dietro via Giulia, verso il fiume.
La prima opera nota di Vincenzo Felici è la statua di Eliseo posta a lato dell'altare maggiore della chiesa di Santa Maria in Traspontina, eseguita nel 1695.
La statua di San Filippo collocata nella facciata della cattedrale di Frascati risale all'incirca al 1701.
Tra il 1702 e il 1703 scolpì la statua di San Giovanni martire per il braccio dritto di destra del colonnato di San Pietro e quasi contemporaneamente quella di San Francesco per la facciata di San Silvestro in Capite. Una statua di San Calepodio fu realizzata per la facciata di Santa Maria in Trastevere probabilmente intorno al 1702. Di poco successivo è un rilievo con l'Assunzione di Maria per la chiesa di Santa Maria dell'Umiltà. In tutti questi casi gli interventi scultorei di Vincenzo Felici insistono su progetti architettonici affidati a Carlo Fontana o al figlio Girolamo.
Probabilmente tra il 1706 e il 1709 eseguì stucchi, che non si sono conservati, nella chiesa dello Spirito Santo dei Napoletani a via Giulia, restaurata da Carlo Fontana.
Felici restaurò la statua di papa Paolo IV, collocata in Campidoglio da Carlo Fontana, e la base della colonna Antonina. Quest'ultimo lavoro fu eseguito con la collaborazione di Giuseppe Napolini, con cui strinse un rapporto stabile, tanto da ospitarlo nel suo studio.
Nel 1711 Vincenzo Felici realizzò due delfini per la fontana davanti al Pantheon: in questo caso collaborò lo scultore Lorenzo Ottoni. Per lo stesso Pantheon Felici scolpì una statua di Sant'Agnese, considerata l'opera più elegante dell'artista: i critici riscontrano una vaga reminiscenza dell'opera di Alessandro Algardi, attraverso l'influsso di Domenico Guidi.
Morì a Roma il 9 gennaio 1715 e fu sepolto nella chiesa di Santa Maria del Pianto.